# Lázně Darkov
Lázně Darkov (německy Darkau, polsky Darków) jsou část okresního města Karviná, ležícího na severovýchodě České republiky. Darkov je znám především svými lázněmi, kde se léčí poruchy pohybového ústrojí, neurologické indikace, poúrazové a pooperační stavy. V blízkosti Darkova se nachází důl Darkov.

## Název
Jméno osady bylo odvozeno od osobního jména Darek, což byla domácká podoba některého jména obsahujícího -dar (např. Bohudar). Význam místního jména byl "Darkův majetek".

## Historie
V roce 1776 byly u Karviné, na vrchu Čechovice objeveny ložiska uhlí. Vyváření soli, které zde probíhalo od roku 1268 v lokalitě zvané Sal (sůl) do které patřily obce: Orlová, Doubrava, Vrbice, Záblatí, Chotěbuz a osady Poruba a Lazy, pro svoji nedostatečnou rentabilitu postupně v 18. století zaniklo. S těžbou uhlí začal baron Larisch. Jiří IV. baron Bees z Chrostiny se mu chtěl vyrovnat a v roce 1862  provedl první pokusný vrt na svých pozemcích mezi Darkovem a Stonavou. Zde namísto uhlí narazil na mohutný gejzír slané vody, jednalo se třetihorní reliktní silně mineralizovanou jodobromovou solanku.
Ta se zpočátku využívala v domácnostech k běžným účelům, roku 1865 solanku použil k léčebným účelům fryštátský lékař Dr. Anton Fiedler. Darkovskou vodu ohříval a pravidelně v ní koupal své pacienty. Procedury probíhaly v dřevěných vanách, které nechal umístit v provizorním léčebném zařízení v Ráji (dnes součást města Karviná). V tomtéž roce byla postavena první lázeňská budova zvaná Skleník, avšak nikoliv v Ráji, nýbrž na katastru obce Darkov. Byla to dřevěná, prosklená stavba na kamenné podezdívce ve švýcarském stylu. Sloužila lázeňským hostům po celou dobu lázeňské sezóny, která trvala od počátku dubna do konce října. V zimním období se zde konaly hasičské bály nebo svatby bohatých měšťanů z Fryštátu, Darkova a okolí. Z této doby pochází rovněž dodnes zachovaný secesní Společenský dům.
V roce 1866 udělila zemská vláda slezská v Opavě Jiřímu IV. Beesovi úřední povolení ke zřízení lázní s názvem Lázeňské místo Ráj. Lázně byly založeny v roce 1867 v Darkově. Darkovským lázním byla podle výše citovaného výnosu zemské vlády slezské v Opavě uložena povinnost podávat koncem každého roku zevrubnou zprávu o fyzikálních a chemických vlastnostech pramenů. Ve výroční zprávě se mělo uvést, které nemoci lze v Darkově léčit, jaký byl počet lázeňských hostů, užitých koupelí a kvantum vypité minerální vody. Léčba pacientů darkovským pramenem přinesla zakrátko velmi příznivé výsledky. Bees však potřeboval jistotu, že do lázní nebude investovat nadarmo. A proto požádal roku 1867 vídeňského univerzitního profesora Dr. Redtenbachera o vědecký rozbor darkovského pramene. Zjistilo se, že tato solanka obsahuje dvojnásobně vyšší procento jódu, než dosud nejúčinnější prameny v hornorakouském Hallu. Tím byl započat rozvoj darkovských lázní.

## Současnost
Dnes se tato léčivá voda využívá k léčivým koupelím, má blahodárné účinky na pohybový aparát. Zároveň byla Darkovská sůl distribuována do celé Evropy. Na počátku 20. století pak byly vybudovány moderní lázně a většina funkcionalistických léčebných domů slouží svému účelu dodnes. Podle rakouského sčítání lidu v roce 1910 měl Darkov 2 305 obyvatel, z nichž 2 261 bylo přihlášeno trvale. V obci bylo 2181 polsky mluvících (96,5 %), německy mluvících 73 (3,2 %) a česky mluvící 7 (0,3 %) občanů, 2042 bylo (88,6 %) katolíků, 223 (9,7 %) protestantů, 39 (1,7 %) Židů a 1 osoba jiného náboženství . 
V 70. letech 20. století došlo k výrazné modernizaci lázní vybudováním moderního Rehabilitačního sanatoria na opačném konci Karviné. Tou dobou už byly lázně vyhledávány nejen domácí, ale i početnou zahraniční klientelou. Význam původních darkovských lázní tím však upadl.
Původní příměstská část Darkov byla značně poškozena z důvodu těžby uhlí a s tím spojeným poddolováním této lokality. Z původního Darkova zůstaly pouze staré lázně, lázeňský park a několik domů na pravém břehu řeky Olše. V této části Darkova nebyla zatím těžba povolena. V poddolované části, která se nachází za řekou, jsou dnes již pouze četné zahrádkářské kolonie a několik málo domů. Významnou památkou je Most Sokolovských hrdinů přes řeku Olši z roku 1925, architektonický skvost, nyní rekonstruovaný. V červnu roku 2025 získalo sídlo oficiální status lázeňského města.

## Doprava
V Darkově se nachází železniční zastávka na trati Bohumín–Čadca s názvem Karviná-Darkov. Výpravní budova z roku 1963 byla po roce 2000 zbořena. Od začátku platnosti jízdního řádu 2016/2017 již tato zastávka není obsluhována vlaky osobní dopravy. Avšak objekt původní železniční zastávky Karviná-Darkov lázně na (v roce 1963 zrušené) Místní dráhy Petrovice - Karviná stále stojí. Darkov obsluhovaly dvě pravidelné linky MHD města Karviná. Linka 516, která vyjížděla ze zastávky Karviná, Fryštát, autobusové nádraží, projíždí přes poddolovanou část Darkova a pokračovala dále do konečné Karviná, Doly, Barbora (zrušena kvůli nízkému užívání). Linka číslo 517, která také vyjíždí z autobusového nádraží a končí v zastávce Karviná, Darkov, lázně, funguje dosud. Dále je možno se do lázní dostat linkovými spoji, které staví na zastávce Karviná, Darkov, pomocný závod.

## Galerie

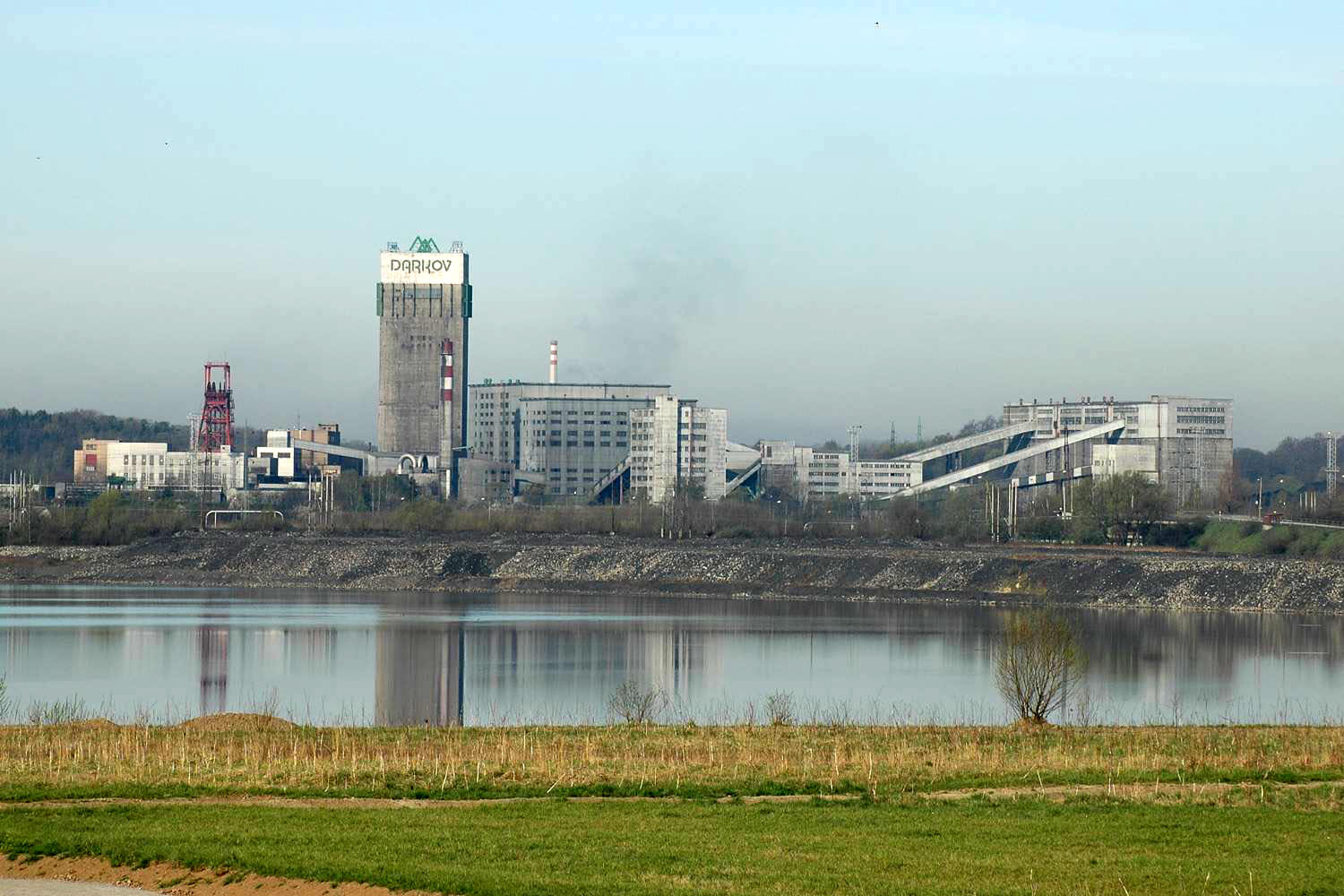
Komplex dolu Darkov ve Stonavě
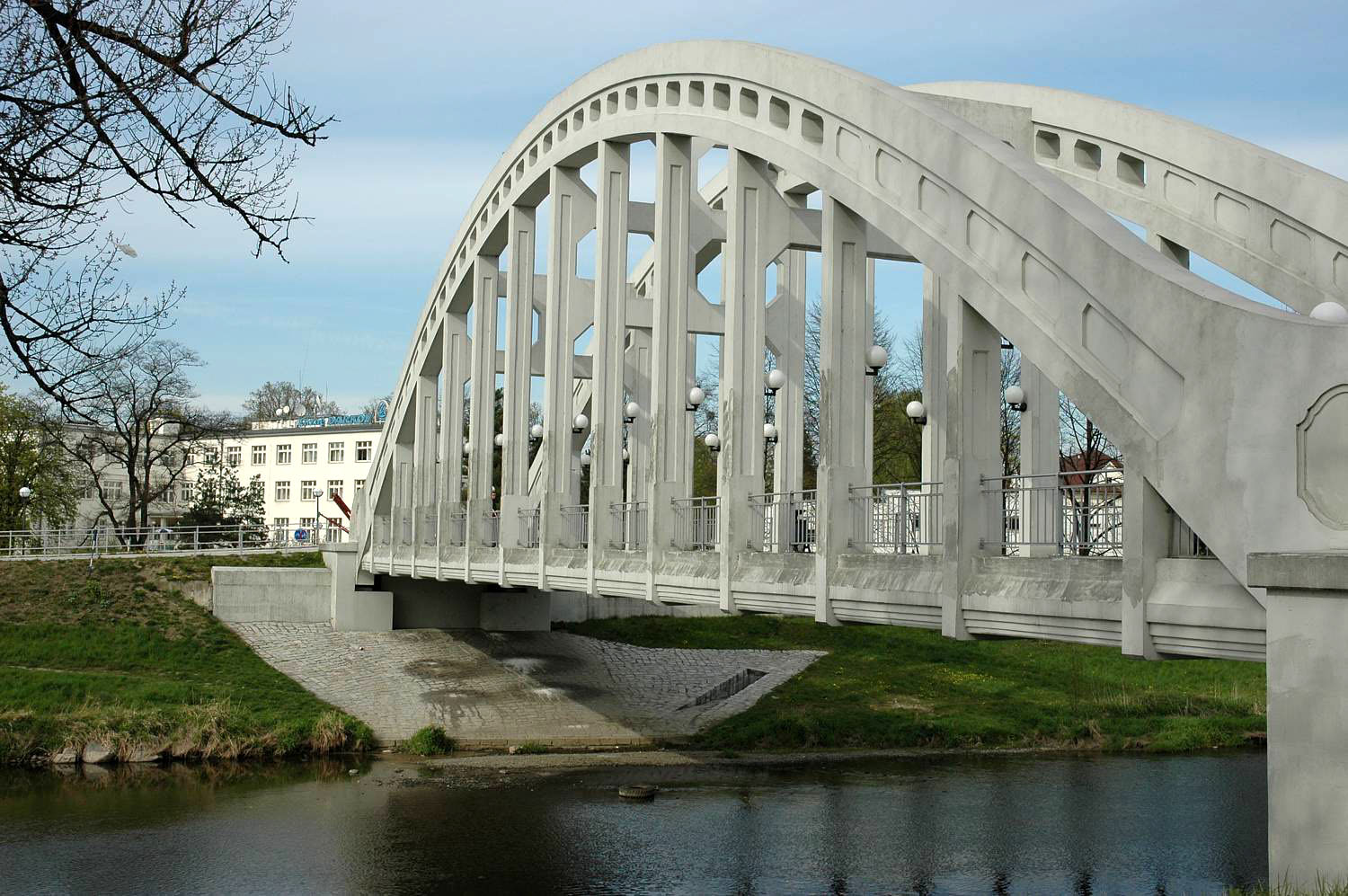
Most Sokolovských hrdinů přes Olši
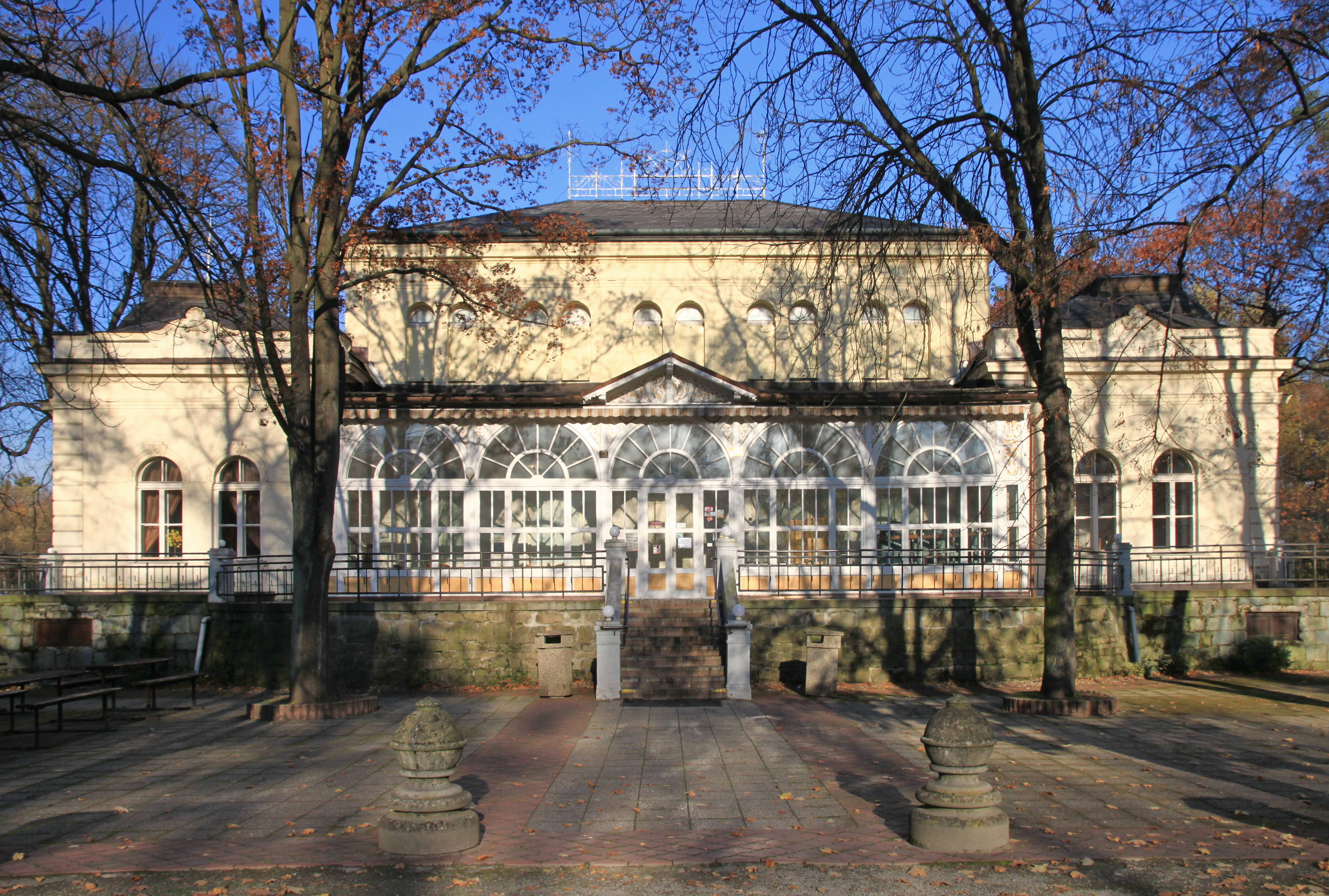
Společenský dům lázní Darkov
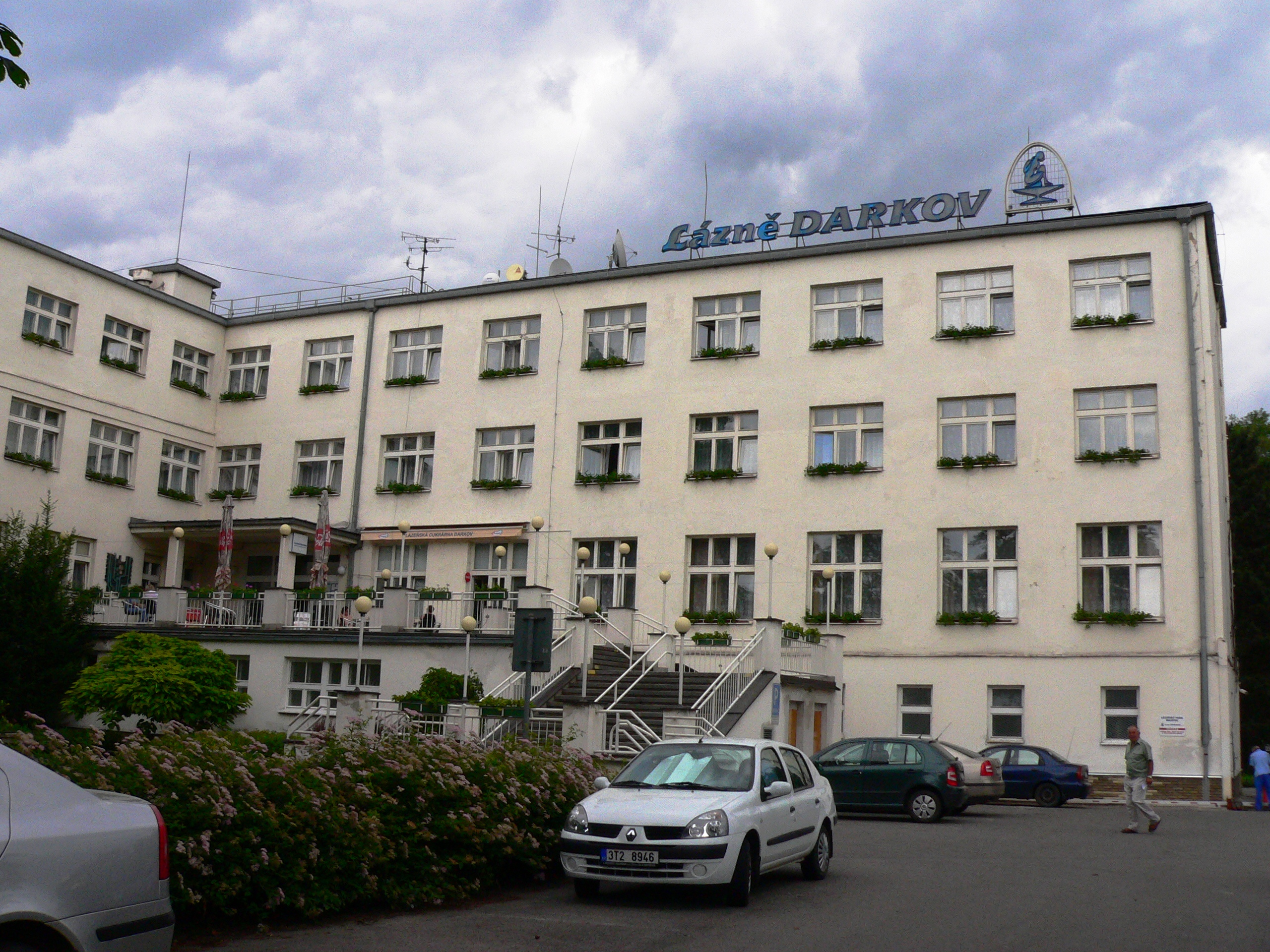
Tato budova již neslouží k lázeňským účelům. Byla pronajata jiné společnosti... pro léčbu postižených Alzheimerovou chorobou.
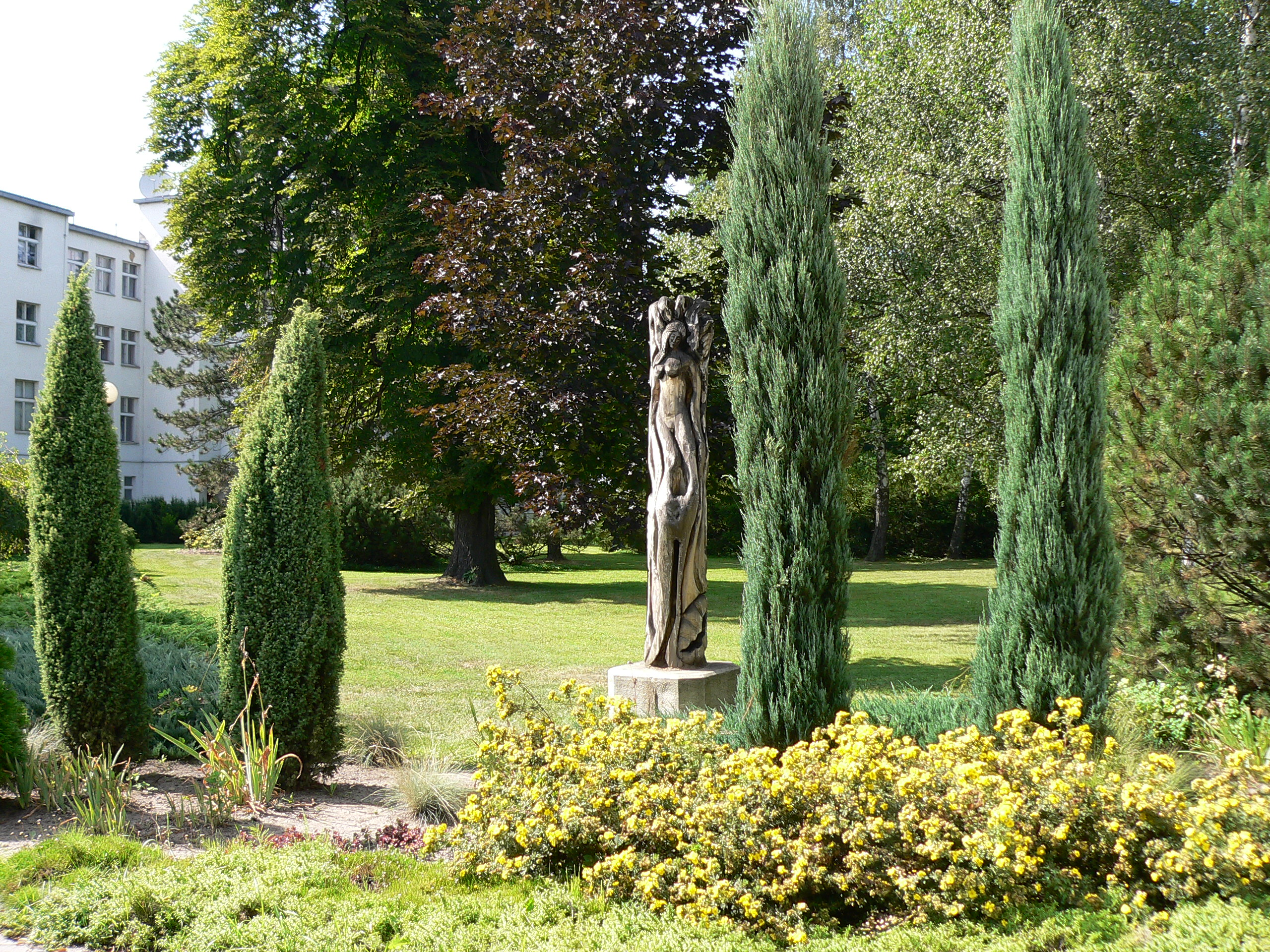
Lázeňský park
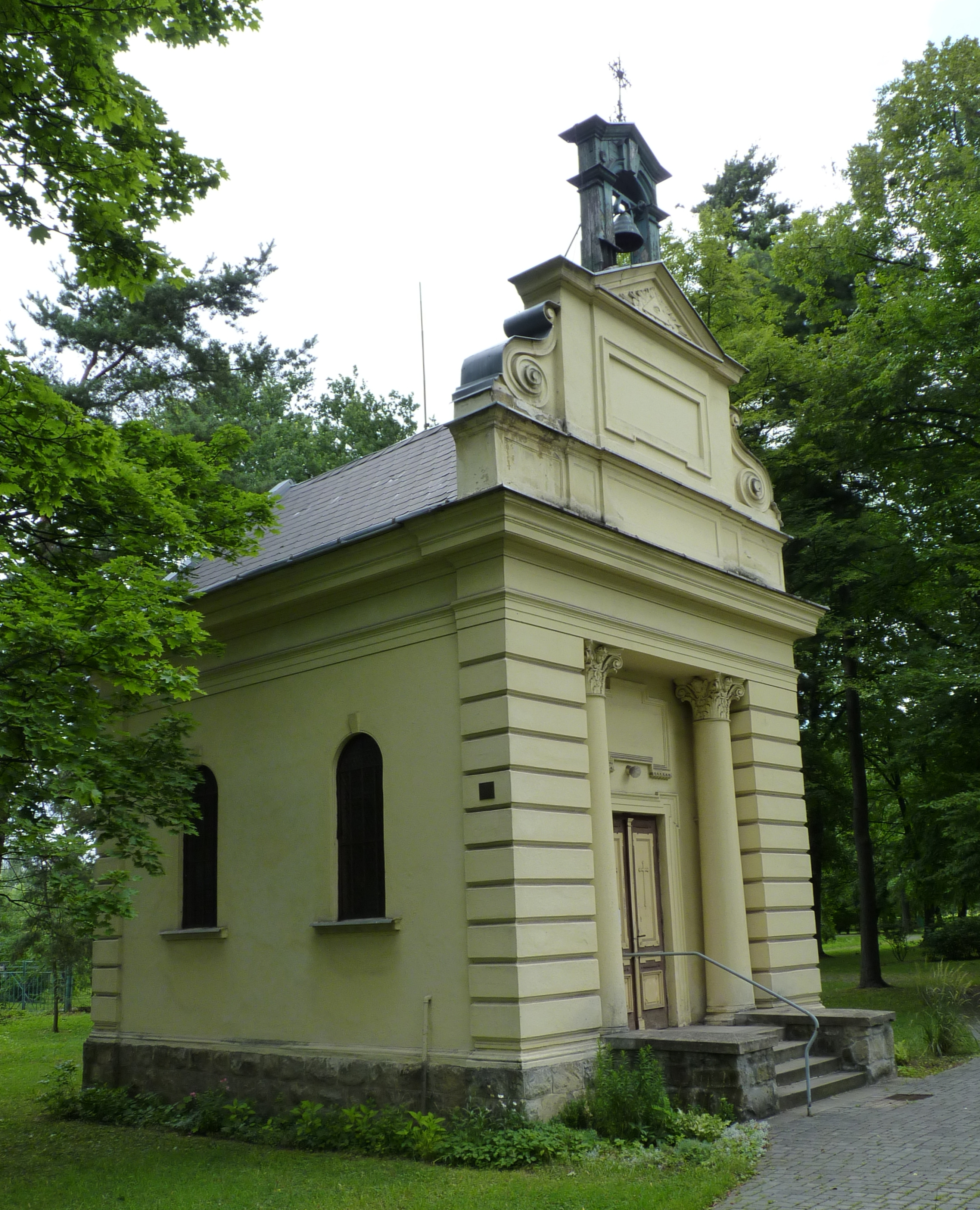
Kaple sv. Anny